# ポンシリン
ポンシリン(Poncirin)は、イソサクラネチンの7-O-ネオヘスペリドシドである。カラタチから抽出することができる。